# Европско првенство у атлетици на отвореном 1962 — 50 километара ходање за мушкарце
Такмичење у ходању на 50 километара у мушкој конкуренцији на 7. Европском првенству у атлетици 1962. одржано је 14. септембра по улицама Београда.
Титулу освојену у Стокхолму 1958, није бранио Евгениј Маскинсков из СССР-а.

## Земље учеснице
Учествовало је 21 такмичара из 10 земаља. 
1. Белгија (1)
2. Италија (3)
3. Луксембург (1)
4. Мађарска (1)
5. Немачка (3)
6. СССР (3)
7. Уједињено Краљевство (3)
8. Чехословачка (2)
9. Швајцарска (2)
10. Шведска (2)

## Рекорди
| Рекорди пре почетка Европског првенства 1962. | Рекорди пре почетка Европског првенства 1962. | Рекорди пре почетка Европског првенства 1962. | Рекорди пре почетка Европског првенства 1962. | Рекорди пре почетка Европског првенства 1962. | Рекорди пре почетка Европског првенства 1962. |
| --------------------------------------------- | --------------------------------------------- | --------------------------------------------- | --------------------------------------------- | --------------------------------------------- | --------------------------------------------- |
| Светски рекорд                                | Михаил Лавров                                 | СССР                                          | 4:00:50                                       | Москва, СССР                                  | 5. септембар 1961.                            |
| Европски рекорд                               | Михаил Лавров                                 | СССР                                          | 4:00:50                                       | Москва, СССР                                  | 5. септембар 1961.                            |
| Рекорди европских првенстава                  | Евгениј Маскинсков                            | СССР                                          | 4:17:15,4                                     | Стокхолм, Шведска                             | 22. август 1958.                              |

## Освајачи медаља
|                     |                        |                                     |
| Абдон Памич Италија | Григориј Паничкин СССР | Доналд Томпсон Уједињено Краљевство |

## Сатница
| Датум         | Време | Коло   |
| ------------- | ----- | ------ |
| 14. септембар | 14:30 | Финале |

## Резултати

### Финале
| Пласман | Атлетичар         | Земља                | Резултат  | Белешке |
| ------- | ----------------- | -------------------- | --------- | ------- |
|         | Абдон Памич       | Италија              | 4:19:46,6 |         |
|         | Григориј Паничкин | СССР                 | 4:24:35,6 |         |
|         | Доналд Томпсон    | Уједињено Краљевство | 4:29:00,2 |         |
| 4.      | Christoph Höhne   | Немачка              | 4:29:37,8 |         |
| 5.      | Јон Јунгрен       | Шведска              | 4:30:19,8 |         |
| 6.      | Иштван Хаваси     | Мађарска             | 4:34:14,8 |         |
| 7.      | Hannes Koch       | Немачка              | 4:38:34,0 |         |
| 8.      | Horst Astroth     | Немачка              | 4:39:49,0 |         |
| 9.      | Ingvar Green      | Шведска              | 4:40:08,0 |         |
| 10.     | Joël Vanderhaegen | Белгија              | 4:41:31,0 |         |
| 11.     | Александар Билек  | Чехословачка         | 4:42:23,0 |         |
| 12.     | Ладислав Моц      | Чехословачка         | 4:48:31,6 |         |
| 13.     | Eric Hall         | Уједињено Краљевство | 4:55:47,0 |         |
| 14.     | Алфред Леисер     | Швајцарска           | 4:57:28,0 |         |
| 15.     | Stefano Serchinic | Италија              | 5:13:20,4 |         |
|         | Анатолиј Ведјаков | СССР                 | НЗ        |         |
|         | Charles Sowa      | Луксембург           | НЗ        |         |
|         | Елио Маси         | Италија              | НЗ        |         |
|         | Erwin Stutz       | Швајцарска           | НЗ        |         |
|         | Григориј Климов   | СССР                 | Диск.     |         |
|         | Рејмонд Мидлтон   | Уједињено Краљевство | Диск.     |         |